# Negação
Negação, em lógica e matemática, é uma operação unária sobre valores lógicos, por exemplo o valor lógico de uma proposição. Se a proposição é verdadeira, então o operador lógico negação produz o valor falso, e vice versa.

## Tabela de verdade
A tabela de verdade para NÃO p (também grafado com ~p ou ¬p) é a seguinte:
| p | ¬p |
| - | -- |
| F | V  |
| V | F  |

Em lógica binária é habitual identificar:
- V (verdade) a 1
- F (falso) a 0

Nesse caso, podemos identificar a negação como sendo ¬p =  1 - p, o que permite uma generalização para outras lógicas, por exemplo lógicas difusas.
Por exemplo, a disjunção pode ser obtida da conjunção pela negação, porque
a ∨ b ≡ ¬(¬a ∧ ¬ b)
Sabendo que a conjunção se identifica no caso clássico à multiplicação (na lógica produto), ou seja a ∧ b ≡ a b temos
a ∨ b ≡ ¬(¬a ∧ ¬ b) ≡ 1-(1-a)(1-b) ≡ a + b - ab
e esta é uma forma de generalizar a disjunção, usando apenas a negação e a conjunção.

## Dupla negação
Em um sistema de lógica clássica, a negação dupla, isto é, a negação da negação de uma proposição p, é logicamente equivalente à proposição inicial p. Todavia, em um sistema de lógica intuicionista tal equivalência não é aceita.

## Símbolo ¬
Este é um símbolo originario do idioma tagalo, é usado para separar palavras de mesma forma, mas significados diferentes. Seu nome original é *hiwalay na* que traduzido para o português ficaria aproximadamente como *separador*, entretanto a Matemática usa esse símbolo como situação pré disposta em ocasiões lógicas de negação.